# Moto Guzzi Quota
La  Moto Guzzi Quota est un modèle trail de la marque italienne présenté en 1989 et commercialisé à partir de 1992.
Dès sa sortie, la Quota a utilisé un bicylindre en V à 90° face à la route de 948,8 cm3 dérivé de la California III. Elle a été produite jusqu'en 2001 ; cependant, les dernières versions de 1998, appelées « Quota 1100 ES », ont bénéficié d'une modification mécanique portant la cylindrée à 1 064 cm3. Le prix de vente de la Quota en 1994 en Italie était de 14 600 000 £, soit plus de 7 200 € actuels.
Le rachat par Aprilia, qui entre-temps avait présenté l'ETV Caponord 1000 (it), a précipité[incompréhensible] l'arrêt de la production du trail de Moto Guzzi. Fin 2007, le constructeur italien, alors acquis avec Aprilia depuis 2005 par le groupe Piaggio, produit la Moto Guzzi Stelvio, héritière de la Quota.

## Versions
La Quota a été déclinée en deux versions majeures :
- la Quota 1000 est la première de la lignée. Elle fut lancée officiellement à la fin de l'année 1989 avec un carburateur Weber[1]. Elle ne fut toutefois disponible à la vente qu'à partir de 1992 après avoir bénéficié d'une modification avec l'adoption de l'injection Weber Marelli. Son moteur à deux soupapes par cylindre de 948,8 cm3 développe 70 ch. Le cadre à double berceau en acier est inédit et spécialement développé pour ce modèle trail. Les roues sont à rayons montés sur des jantes en aluminium. Elle est produite jusqu'en 1998 ;
- la Quota 1100 SE, une nouvelle version disponible avec un moteur de 1 064 cm3 de cylindrée, est commercialisée en 1998. La selle est creusée de manière à compenser sa hauteur qui était jugée excessive sur le modèle original avec 880 mm. Sa carrière a été interrompue en 2001, sans projet de remplacement par Aprilia alors maison mère de Moto Guzzi.